# Conilurus penicillatus
Il ratto coniglio dalla coda a pennello (Conilurus penicillatus  Gould, 1842) è un roditore della famiglia dei Muridi diffuso in Australia e Nuova Guinea.

## Descrizione

### Dimensioni
Roditore di medio-grandi dimensioni, con la lunghezza della testa e del corpo tra 150 e 220 mm, la lunghezza della coda tra 180 e 230 mm, la lunghezza del piede tra 40 e 45 mm, la lunghezza delle orecchie tra 25 e 30 mm e un peso fino a 190 g.

### Aspetto
La pelliccia è fine e ruvida. Il colore delle parti dorsali è bruno-grigiastro, cosparso di lunghi peli nerastri, mentre le parti ventrali e il dorso delle zampe sono biancastri. Le orecchie sono moderatamente grandi. I piedi sono allungati e sottili. La coda è più lunga della testa e del corpo, bruno-grigiastra nella metà basale, mentre è bianca nella parte restante, con un ciuffo di peli bianchi all'estremità. La sottospecie C.p.penicillatus ha invece la parte terminale ed il ciuffo bruno-nerastro. Ci sono 11-12 anelli di scaglie per centimetro, ognuna corredata da tre lunghi peli. Il cariotipo è 2n=48 FN=54.

## Biologia

### Comportamento
È una specie notturna e semi-arboricola. Costruisce nidi in alberi cavi, tra il denso fogliame.

### Alimentazione
Si nutre di foglie, semi, in particolare d'erbacee, frutta, fiori e artropodi.

### Riproduzione
Si riproduce alla fine della stagione umida e all'inizio di quella secca, tra marzo e ottobre. Le femmine danno alla luce più volte durante l'anno 1-4 piccoli dopo una gestazione di circa 36 giorni. I giovani diventano indipendenti dopo 20 giorni.

## Distribuzione e habitat
Questa specie è diffuso lungo le coste dell'Australia Occidentale e del Territorio del Nord, in diverse isole costiere tra le quali Inglis, Bathurst, Melville, Groote Eylandt e Bentinck, nel Queensland. In Nuova Guinea è presente nella parte sud-occidentale di Papua Nuova Guinea. L'areale in passato era più vasto e comprendeva tutta l'area monsonica dell'Australia settentrionale.
Vive in savane alberate, in particolare di Eucalipto, con un sottobosco erboso o di boscaglia sparsa fino a 60 metri di altitudine.

## Tassonomia
Sono state riconosciute 3 sottospecie:
- C.p.penicillatus: Coste dell'Australia Occidentale e del Territorio del Nord, isole Inglis, Bathurst, Groote Eylandt e Bentinck, nel Queensland;
- C.p.melibius (Thomas, 1921): Isola di Melville;
- C.p.randi (Tate & Archbold, 1938): Papua Nuova Guinea sud-occidentale.

## Conservazione
La IUCN Red List, considerato il declino della popolazione di circa il 30% negli ultimi 10 anni a causa della perdita del proprio habitat e all'introduzione di predatori, classifica C.penicillatus come specie Vulnerabile (VU).